# Tiestes

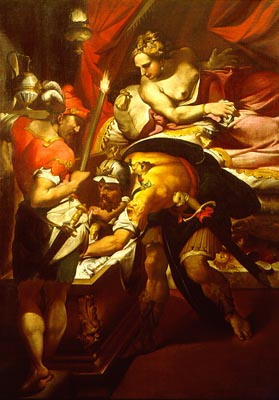
Tiestes y Aérope (1565-71), cuadro de Giovanni Francesco Bezzi (1530-1571).

En la mitología griega, Tiestes (en griego Θυέστης) es hijo de Pélope y hermano gemelo de Atreo, con quien está ligado por la tragedia. Se dice que Atreo, que era el mayor, era recto y seguidor de las leyes, pero Tiestes, más joven que él, era cabezota e insensato. Atreo y Tiestes se establecieron en Macisto, en Trifilia.
Fue desterrado de Olimpia junto con su hermano Atreo, por matar a Crisipo, su medio hermano. Rivalizó con su hermano por el trono de Micenas. Sedujo a Aérope, mujer de Atreo, y la persuadió de que robara un cordero de oro de los rebaños de Atreo para así tomar el trono. Zeus intervino proponiendo una prueba en la cual Atreo salió victorioso. Este último se convirtió en rey y desterró a Tiestes. Posteriormente Atreo, para vengarse del adulterio, hizo que Tiestes volviera de su exilio y le ofreció un banquete donde los hijos de Tiestes eran la comida. Tiestes, al darse cuenta, maldijo a su hermano gemelo y huyó de ahí. El oráculo de Delfos le advirtió que solo podría vengarse si concebía un hijo con Pelopia, su misma hija. El que nació fue Egisto, quien mató a Atreo y le hizo recuperar el trono; sin embargo, fue derrocado tiempo después por los hijos de Atreo.
El mito de Tiestes influyó mucho en las obras teatrales grecolatinas, resaltando la de Séneca. En épocas posteriores se han generado numerosas adaptaciones partiendo de su argumento.

## Familia de Tiestes
Tiestes pertenece a la estirpe de Pelópidas, descendientes de Tántalo. Sus padres fueron Pélope e Hipodamía, hija de Enómao. Tuvo muchos hermanos, entre ellos Atreo, cuyos destinos estaban entrelazados por la sangre y la violencia. A Tiestes se le asocian varios hijos, pero no se suele especificar la consorte. Se dice que el primer esposo de Clitemnestra, Tántalo, que fue muerto a manos de Agamenón, era hijo de Tiestes. La hija de Tiestes fue Pelopia o Mnesifane, y con ella cometió incesto, naciendo de esta unión Egisto. Sobre los hijos de Tiestes que el propio Atreo le ofreció en un horrible banquete no hay unanimidad. Unos dicen que nacieron de Aérope y se llamaban Tántalo y Plístenes; o bien Tiestes los había engendrado con una náyade innominada y eran tres en número, llamados Áglao, Orcómeno y Celeo, o bien Áglao, Calileonte y Orcómeno; pero un escolio dice que Tiestes se casó con una tal Laodamía y engendró a Orcómeno, Áglao y Calao.

## Mito de Tiestes

### El destierro de Olimpia y el robo del cordero de oro
El mito cuenta cómo Atreo y Tiestes, instigados por su madre, mataron a su medio-hermano Crisipo para alcanzar el trono de Pisa u Olimpia. Pélope al enterarse, los desterró de Olimpia. Los hermanos gemelos huyeron a Micenas donde fueron acogidos por su sobrino, el rey Euristeo. En ausencia del rey Euristeo (quien estaba luchando contra los Heráclidas), se había dispuesto que gobernaran temporalmente; pero se hizo permanente, debido a su muerte en el conflicto. El oráculo hizo saber que el heredero de Micenas debía ser un hijo de Pélope. Se iba a coronar a aquel de los dos que poseyese un cordero de oro, considerado un emblema monárquico. En los rebaños de Atreo había aparecido el prodigioso cordero y juró que lo ofrecería en sacrificio a Artemisa, pero su esposa Aérope lo robó para entregárselo a su amante Tiestes. Tiestes presentó el cordero de oro y fue coronado rey de Micenas.
Esa noche, Zeus envió a Atreo un mensaje a través de Hermes. En nombre de Zeus, Atreo propuso una prueba: si al día siguiente se ponía el sol por el este, Atreo sería el soberano, si se ponía por donde siempre, el soberano sería Tiestes; a lo cual Tiestes aceptó. Al día siguiente, el sol cambió su curso habitual, quedando clara la preferencia de los dioses. Atreo fue coronado rey de Micenas. Luego, Atreo expulsó a Tiestes de Micenas. 

### El banquete y la violación de Pelopia
Atreo se enteró del adulterio de Aérope con Tiestes, y la arrojó al mar. Para vengarse del adulterio, llamó a Tiestes para que regresara del exilio, con la mentira de que quería reconciliarse con él. Cuando llegó, se celebró un banquete en su honor y en el que la comida eran los tres hijos de Tiestes: Áglao, Calileonte y Orcómeno. Tiestes no se dio cuenta de lo que comía, hasta finalizado el banquete, cuando Atreo le mostró las cabezas de los niños. Tiestes lanzó una maldición sobre Atreo y sus descendientes. 
Tiestes huyó a la corte del rey Tesproto. Por medio del oráculo de Delfos, se enteró de que sólo podría vengarse a través de un hijo concebido por él con su hija Pelopia. Fue a Sición, en donde su hija estaba bajo custodia, llegando por casualidad de noche. Esa noche estaban ofreciendo un sacrificio a Atenea y, temiendo profanar los ritos, se ocultó en el bosque. Sin embargo, Pelopia resbaló mientras dirigía la danza, se manchó la túnica de sangre de la víctima y dirigiéndose al río a lavar la sangre, se quitó la túnica manchada. Tiestes, con la cabeza tapada, saltó sobre ella y protegido por la noche violó a Pelopia. Ésta, durante la agresión, consiguió arrebatar la espada a su violador y al volver al templo la escondió bajo el pedestal de la estatua de Atenea. Al día siguiente, Tiestes pidió al rey que le restituyera a Lidia, la tierra de sus ascendientes (Pélope y Tántalo). Más tarde, Pelopia dio a luz a Egisto en un bosque y abandonó al niño. Unos pastores lo encontraron y criaron.

### Egisto y el derrocamiento de Tiestes

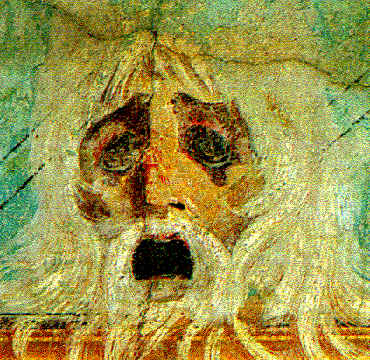
Máscara usada para el personaje de Tiestes pintada sobre una pared del tercer estilo (80-20 a. C.) en la casa de Julia Félix en Pompeya.

Se produjo en Micenas una esterilidad de la tierra y una escasez, debidas al crimen de Atreo. El oráculo predijo que para que terminase la escasez, hiciese volver a Tiestes al reino. Atreo llegó a la corte del rey Tesproto, porque pensaba que Tiestes estaba allí. Vio a Pelopia y creyendo que era hija de Tesproto, le pidió al rey que se la diese en matrimonio. Tesproto, para no provocar ninguna sospecha, le concedió a Pelopia. Atreo se casó con ella y se enteró de la existencia de Egisto, así que hizo buscar al hijo abandonado por ésta, lo crio y lo educó como a un hijo propio. 
Cuando Egisto se hizo mayor, su madre le entregó la espada que le había hurtado a su violador. Mientras tanto, Agamenón y Menelao trajeron a Micenas a su tío Tiestes, quien por casualidad había llegado a Delfos para obtener respuesta del oráculo, acerca de cómo vengarse de su hermano, por encargo de su padre. Tiestes fue juzgado y sentenciado a muerte. El verdugo designado para ejecutar la sentencia fue Egisto, pero en el momento de ejecutarla Tiestes reconoció su espada y le contó a Egisto la verdad. Egisto relató a su madre la historia que le había contado Tiestes y Pelopia horrorizada por el incesto, se suicidó. Egisto, cogiendo la espada ensangrentada, se la llevó a Atreo. Él, creyendo que Tiestes estaba muerto, daba muestras de su alegría. Egisto lo mató cuando estaba ofreciendo un sacrificio a la orilla del mar, y coronó en su lugar a Tiestes. Con Tiestes firmemente asentado en el trono de Micenas, Agamenón y Menelao se vieron obligados a huir dirigiendo sus pasos hacia Esparta, donde el rey Tindáreo los recibió cordialmente. 
Tindáreo desposó a sus hijas Clitemestra y Helena con Agamenón y Menelao respectivamente. Cuando Tindáreo murió, fue sucedido en el trono de Esparta por Menelao, el cual mandó un ejército para ayudar a Agamenón a derrocar a su tío Tiestes y a Egisto. Una vez derrocado, Agamenón fue nombrado rey de Micenas. 
No se especifica mucho sobre la fuga de Tiestes, puesto que ni se menciona el paradero de Egisto ni la muerte de Tiestes; por tanto, queda confusa la sucesión Tiestes-Agamenón si se tiene en cuenta la enemistad entre las dos familias. 
Pausanias dice que sobre el camino de Micenas a Argos, muy evidente en la Argólide, estaba la tumba de Tiestes. Tenía como adorno la imagen en piedra de un carnero y al lugar se lo llamaba Kriói ("Los Carneros"), de modo que sin duda había allí varias imágenes del mismo tipo. Sobre todo en épocas más antiguas, las tumbas estaban a menudo adornadas con imágenes de animales (aparecen en gran cantidad en la necrópolis de Atenas), de modo que la asociación con el mito del cordero de oro robado a Atreo por Tiestes provocó la adjudicación a este de esa tumba.

## Tiestes en el teatro

### Tiestes en el teatro griego
- Eurípides creó la tragedia perdida Tiestes, aunque sólo quedan 7 fragmentos donde se hace referencia a esta obra y no se sabe en que estaba basada.
- Aristófanes escribió la obra perdida Proagón, que es una parodia de la descripción del banquete siniestro en alguna parte del Tiestes de Eurípides.
- Sófocles escribió tres dramas (los cuales están perdidos): 
  - Atreo: sobre el banquete y el cambio del curso del sol como consecuencia.
  - Tiestes en Sición: sobre la violación de Pelopia, el matrimonio de Atreo con Pelopia y el nacimiento de Egisto.
  - Segundo Tiestes: anagnórisis de Tiestes, Egisto y Pelopia, suicidio de ésta y muerte de Atreo a manos de Egisto.

### Tiestes en el teatro latino
- En el siglo I d. C. Lucio Anneo Séneca escribió una tragedia llamada Thiestes. En la obra se describe el banquete siniestro que Atreo le ofrece a su hermano Tiestes, dándole a comer a sus propios hijos, en venganza por haber cometido adulterio con Aérope y por haber robado de los establos de Atreo el cordero de oro, signo de realeza; también realiza este crimen en previsión de nuevas acciones contra él, que le puedan dejar privado del reino. Por otra parte, Séneca nos presenta, a lo largo de toda la obra, a la figura de Tiestes, tratada con simpatía y compasión. Así, Tiestes es el hermano arrepentido que, habiendo cometido multitud de faltas y deslealtades con su hermano, no aspira más que al perdón de este y a una vida tranquila.
- Accio escribió una tragedia titulada Atreo, en la que la variante es que Tiestes vuelve junto a Atreo voluntariamente luego del exilio. Esta parece ser que tuvo como base el Atreo de Sófocles.
- Hay noticia de un Tiestes de Vario Rufo al que Tácito elogia y del cual indica la estimación en que se le tenía.
- Se han encontrado fragmentos del Tiestes de Ennio. Su contenido, así como su fuente, está dentro del campo puramente conjetural.

## Influencias posteriores del mito de Tiestes
- La tragedia de Shakespeare, Tito Andrónico, tiene elementos del argumento de la historia de Tiestes.
- En 1707, Prosper Jolyot de Crébillon (1674-1762) escribió la tragedia Atrée et Thyeste.
- En 1796, Ugo Foscolo (1778-1827) escribió una tragedia llamada Tieste, que fue representada en Venecia un año después.
- Caryl Churchill escribió una traducción del guion de Séneca en el 2001.
- En el año 2004, Jan van Vlijmen (1935-2004) completó su ópera Thyeste. El libreto era un texto en francés de Hugo Claus, basado en su libreto del siglo XX con el mismo título (en idioma neerlandés: Thyestes).[12]
- En la quinta temporada de South Park, el episodio Scott Tenorman Debe Morir también está basado en el mito de Tiestes.
- En la telenovela colombiana La saga, negocio de familia, Antonio Manrique está basado en Tiestes.
- En la última historia del detective Auguste Dupin, personaje del cuento "La carta robada" de Edgard Allan Poe, hace aparición la frase <<Tan funesto designio, si no es digno de Atrea, digno, en cambio, es de Thyeste>> (citada desde el Atréé de Crébillon), utilizada por Dupin para dejarle indicios a su amigo D*** de que él fue quién le robó su carta robada y buscada por la policía de París.
- La banda chilena Tenemos Explosivos compusieron una canción para su disco "Derrumbe y Celebracion" la cual está basada en el mito de Tiestes llamado Un banquete para Tiestes